# 太和號驅逐艦
太和號護航驅逐艦（舷號：DE-23）是中華民國海軍的一艘太字號驅逐艦，前身是美國海軍的坎農級護航驅逐艦托馬斯號（USS Thomas (DE-102)）。
托馬斯號於1943年11月21日服役，1944-1945年間在大西洋共同擊沉二艘德國U型潜艇，重創一艘。其中U-233號為深水炸彈所迫浮上水面後，被托馬斯號撞沉，於1948年10月29日移交給中華民國海軍並被中華民國海軍命名為「太和」號。1949年，參與了9月的平潭島戰役以及對大陸沿海的封鎖；1950年，她參與了從海南島的撤退以及萬山群島戰役；1956年，參與了兩次對南沙群島的威力偵巡，捍衛中華民國對南沙群島主權，於1972年從中華民國海軍除籍後報廢拆解。

## 艦歷
1943年1月16日於賓夕法尼亞州匹茲堡的德拉佛公司放置龍骨，1943年7月31日下水，同年11月21日服役。她是美國海軍第二艘以克拉倫斯·克拉斯·托馬斯命名的軍艦。

### 美國海軍
- 撞擊前
- 撞擊
- 撞擊後艦艏向上

托马斯号在第二次世界大战期间在美國东海岸附近作战，她的官方戰績是共同擊沉三艘德国潜艇：U-709、U-233和U-548號。後來的研究認為她的戰績是共同重創U-441號，擊沉二艘：U-233號和U-879號。
1944年3月1日，本艦與護航驅逐艦博斯特威克號（後來的太湖號）和布朗斯坦號在亞速爾群島以北的位置用深水炸彈攻擊德國U-441號潛艇，重創該艇。:111n112
1944年7月5日日落時，22.10特遣支隊在加拿大新斯科舍省的塞布爾島以南約100英里處時，貝克號護航驅逐艦的聲納偵測到德國XB型潛艇U-233號，貝克號施放深水炸弹兩輪後，U-233號被迫浮上水面。托马斯号火力全開，全速向U-233號衝去，在指揮塔後約20英尺處切開U-233號的壓力殼。U-233號在一分鐘內艦艉向下沉沒。托马斯号拯救了包括潛艇艦长在内的20名倖存者。
1945年4月30日，本艦與護航驅逐艦博斯特威克號、科夫曼號和河流級巡防艦納奇茲號在美國哈特拉斯角以東的位置用深水炸彈攻擊德國U-879潛艇，將其擊沈。:173n174
她于1946年3月退役。

#### 獎章勳表及飾帶
托馬斯號因参加第二次世界大战而获得了4枚服役星章。
|  |                                                       |  |
|  | Bronze star · Bronze star · Bronze star · Bronze star |  |

| 作戰行動勳章 |                                        |                        |
| 美國戰役獎章 | 歐洲-非洲-中東戰役勳章 佩戴4枚服役星章 | 第二次世界大戰勝利獎章 |

### 中華民國海軍
美國第79屆國會於1946年7月16日通過援華海軍法案《第512號法案》，並獲得杜魯門總統批准，允許總統可直接贈予中華民國最多271艘軍艦。她依此法案于1948年10月29日被移交給中華民國海軍，并改名为“太和”号（DE-23）。她于1948年12月22日从美國海軍除籍，12月27日在維吉尼亞州諾福克海軍基地舉行接艦升旗典禮，由艦長何乃誠率領，與太倉艦一起離美，於1949年3月22日抵達台灣左營軍港。:105她來華後編入海防第一艦隊。:91

#### 平潭島戰役
1949年8月下旬，中國人民解放軍佔領福州後，解放軍十兵團主力南下準備發起廈門戰役。但是駐守在平潭島的國軍控制海上通道，威脅解放軍船隻集結南下，因此解放軍於9月11日發動平潭島戰役。12日夜晚，解放軍247團、250團、245團、252團各以部分兵力分別向平潭島的衛星島嶼大練島、小練島、結嶼、草嶼、塘嶼發起進攻。本艦攻擊可門島解放軍炮兵陣地。13日晨解放軍28軍82師1個團附砲10餘門攻佔大，小練島，本艦在平潭北口向大練島及長嶼一帶砲擊逐島登陸之敵船，永翔軍艦亦自馬祖趕到增援，於距小練島4000碼處向該島解放軍陣地猛烈砲擊，解放軍傷亡慘重。14日拂曉，解放軍增援到達，攻佔大練島，島上守軍一團傷亡殆盡。同時平潭西南之草嶼、塘嶼因海軍軍艦無法駛近支援，亦被解放軍攻佔。9月17日國軍撤往馬祖，戰役結束。

#### 關閉大陸沿海
隨著國共內戰進行，1949年6月26日，國府宣布關閉敵區海港，以海防第一艦隊執行關閉政策。:91
1949年9月29日，本艦在執行關閉任務時，与美国伊斯布蘭森公司试图进入上海的三艘商船进行对峙。一位美国船长广播说一艘“武装船正在修理”他的船。最终，“太和”号離去而没有采取进一步行动。:32-3311月23日，英海軍以兩艘驅逐艦護送四艘英國商輪逼近長江口，要求國軍放行。26日又有兩艘英軍驅逐艦護送三艘商輪加入船團。第一艦隊司令劉廣凱代將親自率領太康、太和、太平等四艦列陣與英四艦對峙﹔雙方僵持了三天三夜。28日下午，美國商輪“佛蘭克林”號不顧國軍的阻攔，強行駛入吳淞口，劉廣凱當即命令開火，“佛蘭克林”號中彈。後來英艦與英輪一起駛離了長江口。:29,35

#### 海南島撤退
1950年4月下旬，海南島戰役的情勢開始不利於國軍，國防部決定撤退，海軍總司令桂永清於4月22日親率本艦到瓊北的海口港掩護撤退，23日海口全部人員物資撤完後，桂永清率本艦最後駛離海口到瓊南的榆林港，於5月2日從榆林港撤往台灣。:132

#### 萬山群島戰役
萬山群島戰役期間，海軍第三艦隊司令兼萬山防衛區司令齊鴻章以本艦為旗艦，於1950年5月25日在垃圾尾(國軍稱為「南山衛」) 遭遇解放軍，桂山艦開砲後，本艦與中海號戰車登陸艦以四十釐米雙管砲還擊，桂山艦立刻中彈起火，加速衝往垃圾尾擱淺。28噸的「解放」號炮艇突擊，齊鴻章遭流彈傷及右臂骨折，本艦與中海艦還擊，擊斃解放軍火力船队副队长林文虎，林文虎被中南軍區追認為「海軍戰鬥英雄」，解放號19名艇員有16名傷亡。

#### 東磯列島海戰
- 瑞金、興國號的同級艦
- 南昌艦
- 廣州艦
- 開封艦
- 長沙號的同級艦

解放軍為了攻佔一江山島，1954年5月15日夜間先攻佔東磯列島諸島，次日雙方爆發海戰。
5月16日6時18分，太康艦發現頭門海域以西出現解放軍瑞金、興國兩艘護衛艦，於是向鯁門島航行並開火，6時22分太康艦中彈受損。本艦於6時25分加入戰鬥，擊傷敵艦一艘，之後解放軍岸炮參戰，國軍因火力居於劣勢而返航。
華東軍區海軍第六艦隊司令員邵震率領旗艦南昌號以及廣州、開封、長沙四艘護衛艦到菜花岐以北1海里處計畫伏擊國軍。南昌號和廣州號配備蘇製130（5.1英寸）主砲，開封號和長沙號配備100（3.9英寸）主砲，口徑均大於本艦的3吋主砲。16日11時50分，本艦在漁山西南發現誘敵的開封號和長沙號，12時38分，本艦開火擊中長沙艦，長沙艦主炮故障，退出戰鬥。12時47分，本艦發現南昌號和廣州號，13時三艘敵艦夾擊，本艦撤退時機艙中彈1發。13時18分，敵艦因本艦超出有效射程而停止砲擊。

#### 一江山島戰役
1954年11月14日凌晨，太平號驅逐艦被解放軍四艘魚雷艇攻擊，被一枚魚雷命中，太和、永春、衡山三艦來援，太和艦用一条钢缆拖带太平艦，但太平艦進水嚴重，于7时42分沉没。
1955年1月10上午7時20分至下午13時50分，解放軍空軍出動飛機130餘架次，4次突擊大陳港內國軍艦艇，國軍中權號沉沒，太和、中海、衡山三艦受損。

#### 捍衛南沙群島主權
1956年，中華民國海軍先後派出立威部隊、威遠部隊、寧遠部隊三次「威力偵巡」南沙群島，本艦參加了其中兩次偵巡。在巡弋過程中，曾在太平島、南威岛、西月島重樹石碑、舉行升旗禮，並改編為「南沙守備區」，改派中華民國海軍陸戰隊守備太平島。
1. 立威部隊：由太和、太倉兩軍艦組成特遣艦隊，姚汝鈺代將為指揮官，官兵200餘人，日期是6月2日至6月14日。登陸3個島：太平島、南威島、西月島。巡察5個島和1個沙洲：南子礁（今南子岛）、北子礁（今北子岛）、中業島、南鑰島、鴻庥島與敦謙沙洲。經過2個暗沙：逍遥暗沙、永登暗沙，以及3個群礁：鄭和群礁、中業群礁和尹慶群礁；另外也經過12個礁和1個沙洲：渚碧礁、大現礁、小現礁、福禄寺礁、西礁、中礁、東礁、華陽礁、日積礁、相生礁、長瀨礁和楊信沙洲。[28]
2. 寧遠部隊：由太和、永順（英语：USS Logic (AM-258)）兩軍艦組成特遣艦隊。日期是9月24日至10月5日。9月底到太平島、鴻庥島、敦謙沙洲，10月初到南鑰島、中業島、南子礁、北子礁。

太和号于1972年从中华民国海军除籍，报废拆解。

## 註解
1. ↑  1944年3月1日的官方戰績是U-709號潛艇被擊沉。
2. ↑  1945年4月30日的官方戰績是U-548號而非U-879號潛艇被擊沉。[6]